# Stryme
Der bisher ergrabene Bereich der antiken Niederlassung Stryme (altgriechisch Στρύμη, neugr. Strymi) liegt auf einer schmalen Halbinsel an der thrakischen Küste. Im Siedlungsbereich der thrakischen Kikonen hatten parische Kolonialisten aus Thasos im dritten Viertel des 7. Jahrhunderts v. Chr. außerhalb des Kerngebietes der Thasischen Peraia diesen Ort gegründet. Stryme liegt östlich der Peraia, geographisch in der Samothrakischen Peraia.
Die Stadt wurde in den späten 1950er Jahren von Prof. G. Bakalaki entdeckt und als Stryme identifiziert. Die Ausgrabungen durch den griechischen Antikendienst, die 19te Ephoria Komotini, unter der Leitung ihres Direktors D. Triantaphyllos brachten auf der Halbinsel die Grundmauern einiger Gebäude, Grabmäler, Teile der Stadtmauer aus dem 5. und 4. Jahrhundert v. Chr. und ein unterirdisches Aquädukt aus dem 5. Jahrhundert v. Chr. zu Tage. Versteckt in einer Hausmauer fand sich ein Schatz von 24 silbernen maronitischen Tetradrachmen, datiert von 410 bis 350 v. Chr.
Es wird vermutet, dass die Niederlassung Stryme für Thasos als Handelsstützpunkt nicht von großer Bedeutung war. Auch eine nennenswerte Landwirtschaft war nach bisherigen Erkenntnissen nicht vorhanden. Aus einem Bericht über den Athener Timomachos, der mit seinen Triremen zwischen Krim und Ägäis operierte, ist zu entnehmen, dass Stryme von Thasos aus mit Getreide und Streitkämpfern versorgt werden musste. Darauf weisen auch in großer Zahl gefundene thasische Amphorenstempeln hin.
Sehr wenige der gefundenen Ostraka weisen auf das Ende des 6. oder den Beginn des 5. Jahrhunderts v. Chr. hin. Die meisten der um Grabdenkmäler gefundenen älteren Keramiken werden in die Jahre 470/60 v. Chr. datiert. Mitten im dritten Viertel des 5. Jahrhunderts v. Chr., kurz vor dem Ausbrechen des Peloponnesischen Krieges, ehrte man hier die Toten. Mit dem Ende des Krieges befand sich die Stadt in Aufruhr und es erfolgte im südlichen Bereich der Halbinsel eine Überbauung. In der ersten Hälfte des 4. Jahrhunderts v. Chr. sahen sich die Siedler gezwungen ihre Befestigungen zu verstärken. Dennoch nahmen die Maroniten 361 v. Chr. die Stadt ein, verließen sie wiederum, um sie etwa 350 v. Chr. mit der Hilfe von Philipp II. endgültig zu zerstören.